# الإعلان الدستوري المكمل (نوفمبر 2012)
في يوم 22 نوفمبر 2012 أصدر الرئيس محمد مرسي إعلانا دستوريا مكملا تضمن ما وصفه بالقرارات الثورية. وتضمن حزمة من القرارات منها:
- إعادة التحقيقات والمحاكمات للمتهمين في القضايا المتعلقة بقتل وإصابة وإرهاب المتظاهرين أثناء الثورة.
- جعل القرارات الرئاسية نهائية غير قابلة للطعن من أي جهة أخرى (مثلا المحكمة الدستورية) منذ توليه الرئاسة حتى إقرار دستور جديد وانتخاب مجلس شعب جديد.
- يعين النائب العام من بين أعضاء السلطة القضائية بقرار من رئيس الجمهورية لمدة أربع سنوات تبدأ من تاريخ شغل المنصب، مما ترتب عليه إقالة النائب العام المستشار/ عبد المجيد محمود واستبدال المستشار/ طلعت إبراهيم به.
- تمديد فترة اللجنة التأسيسية بفترة سماح شهرين لإنهاء كتابة دستورا جديدا للبلاد.
- تحصين مجلس الشورى واللجنة التأسيسية بحيث لا يحل أيا منهما (كما حدث لمجلس الشعب).

## أجواء صدوره
صدر هذا الإعلان الدستوري في أجواء مشحونة سياسيا.
- قضاء محاكم ببراءة جميع رموز النظام السابق وضباط الداخلية المتهمون بجرائم قتل متظاهرين في ثورة الخامس والعشرين من يناير إلا عدد قليل من القيادات السياسية تحت ضغط الشارع في 2011.
- محاولة الرئيس المصري تنحية النائب العام عبد المجيد محمود عن منصبه عن طريق تقديم له وظيفة سفير في الفاتيكان، وكان قد وافق في باديء الأمر ولكنه بعد ذلك رفض الموضوع، وحدثت على إثر هذا الموضوع بلبلة أدت إلى اتهام الرئيس المصري بالضعف وعدم القدرة على اتخاذ القرارات.
- تصادم قطاري الفيوم وحادث قطار أسيوط الذي قتل فيه حوالي 47 تلميذا أدى إلى قلب الرأي العام ونقصان شديد في شعبية مرسي في الشارع ووصفه بالضعيف في مواجهة الفساد المستشري في أجهزة الدولة - بالذات من طرف الإعلام الخاص.
- تعرض المتظاهرين في ذكرى أحداث محمد محمود إلى البلطجة والإرهاب في نفس مكان حدوث مجزرة 2011 حيث ألقى مجهولون قذائف مولوتوف عليهم من على أسطح المباني المجاورة وذلك قبل صدور الإعلان بأيام.

## ردود الفعل

### القوى السياسية والقضائية
بشكل عام أدى الإعلان الدستوري إلى استقطاب شديد وحاد في الشارع المصري بين مؤيد ومعارض ومظاهرات حاشدة بالتأييد والمعارضة في أنحاء الجمهورية.
 ضد (معارضة)
- اجتمعت القوى السياسية المعارضة في مقر حزب الوفد. وكان من ضمن المتواجدين في هذا الاجتماع أيمن نور ومحمد البرادعي ونقيب المحاميين سامح عاشور وحمدين صباحي وجورج اسحاق وعمرو موسى. وقد أعلنوا رفضهم للإعلان الدستوري الذي أصدره الرئيس مرسي.[2]
- على الرغم من أن حزب مصر القوية ذكر في بيان له أنه مع إقالة النائب العام إلا أنه يرفض عملية تحصين الجمعية التأسيسية ومجلس الشورى.
- حركة 6 أبريل أصدرت بيانا ترفض الإعلان الدستوري.[3]
- استقال سمير مرقص مساعد الرئيس [4] والعديد من مستشاري الرئيس المستقلين (سكينة فؤاد - سيف الدين عبد الفتاح - عمرو الليثي - فاروق جويدة - محمد عصمت سيف الدولة) من مؤسسة الرئاسة احتجاجا على صدور الإعلان الدستوري ولعدم الاستماع إليهم وتجاهلهم [5] بينما أعلن المفكر القبطي دكتور رفيق حبيب، مستشار الرئيس ونائب رئيس حزب الحرية والعدالة، انسحابه من العمل السياسي بما في ذلك أي دور في مؤسسة الرئاسة أو الحزب.[6][7]
- اعتبر المجلس الأعلى للقضاء في مصر أن الإعلان الدستوري الذي أصدره الرئيس محمد مرسي يتضمن «اعتداء غير مسبوق» على استقلال القضاء وأحكامه، وأن المجلس هو المعني بكافة شؤون القضاء والقضاة مبديا «اسفه» لصدور هذا الإعلان.[8]
- أصدر المجمع الأعلى للكنيسة الإنجيلية المشيخية بيانًا أكد فيه رفضه للإعلان الدستوري الذي أصدره الرئيس محمد مرسي. وإعتبره متعارض مع كل المبادئ السياسية، ويدفع في اتجاه الشقاق بين أبناء الوطن، والتي بدت ملامحه في الأفق (على حد تعبيره).[9]
- أصدر اتحاد كتاب مصر بيانا أعلن فيه رفض الإعلان الدستوري الذي أصدره أخيرا رئيس الجمهورية محمد مرسي، والذي أثار حركة احتجاجية واسعة في مصر، وأشار البيان إلى «رفع دعوى قضائية ضد الرئيس بشأن هذا الإعلان».[10]

 مع (مؤيدة)
- جماعة الإخوان المسلمون.
- حزب النور كان مؤيدا للقرارات.[11]
- حازم صلاح أبو إسماعيل كان أيضا مؤيدا للإعلان الدستوري.[12][13]
- أصدرت حركة قضاة من أجل مصر بياناً أعلنت فيه تأييدها لقرارات رئيس الجمهورية.[14]

### الشعبية
تجمع مؤيدو القرار أمام قصر الاتحادية حيث ألقى الرئيس خطابا، وتجمع متظاهرون معارضون للقرار في ميدان التحرير. وفي عدة محافظات خرجت مظاهرات مؤيدة ومعارضة.

### الدولية
- أبدت عدة دول ومنظمات أجنبية قلقها منها الولايات المتحدة.
- أعلنت المفوضة السامية لحقوق الإنسان في جنيف، نافى بيلاى، إن بعض مواد الإعلان الدستورى الذي أصدره الرئيس محمد مرسى تتعارض مع العهد الدولى الخاص بالحقوق المدنية والسياسية، وتتنافى مع الوصول إلى العدالة والإنصاف، واستقلال السلطة القضائية.[15]

### أحداث
- تلقت البورصة المصرية خسائر فادحة تقدر بنحو 37 مليار جنيه (6.1 مليار دولار) من رأسمالها السوقي بعد أن آثار الإعلان الدستوري، والتي تعتبر ثالث أكبر خسائر يومية منذ ثورة 25 يناير، واختفت طلبات الشراء على كثير من الأسهم المصرية وشهدت السوق عمليات بيع قوية من المستثمرين الراغبين في الفرار بما تبقى من أموالهم والتخلص من الأسهم.[16]
- حرق مجهولون عدة مقرات للإخوان ولحزب الحرية والعدالة بعدة محافظات.
- سقوط قتيلين ومئات الجرحي جراء المظاهرات التي انطلقت رافضه ومؤيدة للإعلان.

## النص
وفيما يلى نص الإعلان:
فقد قررنا ما يلى: المادة الأولى: تعاد التحقيقات والمحاكمات في جرائم القتل والشروع في قتل وإصابة المتظاهرين وجرائم الإرهاب التى ارتكبت ضد الثوار بواسطة كل من تولى منصبا سياسيا أو تنفيذيا في ظل النظام السابق وذلك وفقا لقانون حماية الثورة وغيره من القوانين.
المادة الثانية : الإعلانات الدستورية والقوانين والقرارات السابقة عن رئيس 
الجمهورية منذ توليه السلطة في 30 يونيو 2012 وحتى نفاذ الدستور وانتخاب مجلس شعب جديد تكون نهائية ونافذة بذاتها غير قابلة للطعن عليها بأى طريق وأمام أية جهة ، كما لا يجوز التعرض بقراراته بوقف التنفيذ أو الإلغاء وتنقضي جميع الدعاوى المتعلقة بها والمنظورة أمام أية جهة قضائية.
المادة الثالثة : يعين النائب العام من بين أعضاء السلطة القضائية بقرار من رئيس الجمهورية لمدة أربع سنوات تبدأ من تاريخ شغل المنصب ويشترط فيه الشروط العامة لتولي القضاء وألا يقل سنه عن 40 سنة ميلادية ويسري هذا النص على من يشغل المنصب الحالي بأثر فوري.
المادة الرابعة: تستبدل عبارة تتولى إعداد مشروع دستور جديد للبلاد في موعد غايته 8 أشهر من تاريخ تشكيلها ، بعبارة تتولى إعداد مشروع دستور جديد للبلاد في موعد غايته 6 أشهر من تاريخ تشكيلها الواردة في المادة 60 من الإعلان الدستوري الصادر في 30 مارس 2011.
المادة الخامسة: لا يجوز لأية جهة قضائية حل مجلس الشورى أو الجمعية التأسيسية لوضع مشروع الدستور.
المادة السادسة: لرئيس الجمهورية إذا قام خطر يهدد ثورة 25 يناير أو حياة الأمة أو الوحدة الوطنية أو سلامة الوطن أو يعوق مؤسسات الدولة عن أداء دورها ، أن يتخذ الإجراءات والتدابير الواجبة لمواجهة هذا الخطر على النحو الذي ينظمه القانون.
المادة السابعة : ينشر هذا الإعلان الدستوري في الجريدة الرسمية ويعمل به اعتبارا من تاريخ صدوره..وقد صدر في ديوان رئاسة الجمهورية الأربعاء 21 نوفمبر 2012.

## القرارات المصاحبة للإعلان الدستوري
كما صدر عن رئيس الجمهورية القرار التالي.
قرار رئيس جمهورية مصر العربية بعد الإطلاع على الإعلان الدستوري الصادر في 30 مارس عام 2011 وعلى الإعلان الدستوري الصادر في 11 أغسطس 2012 وعلى الإعلان الدستوري الصادر في 21 نوفمبر 2011 وعلى قانون السلطة القضائية الصادر بقانون رقم 46 عام 1972 وتعديلاته.
المادة الأولى: يعين السيد المستشار طلعت إبراهيم محمد عبد الله نائب عاما
لمدة 4 سنوات.
المادة الثانية: ينشر هذا القرار ويعمل به من تاريخ صدوره.
كما صدر عن رئيس الجمهورية قرارا بقانون جاء فيه بعد الإطلاع على الإعلان الدستوري الصادر بتاريخ 13 ديسمبر 2011 وعلى الإعلان الدستوري الصادر بتاريخ 30 مارس 2011 وعلى الإعلان الدستوري الصادر بتاريخ 11 أغسطس 2012 وعلى القانون رقم 71 لعام 1964 بشأن منح معاشات ومكافآت استثنائية وتعديلاته وعلى قرار رئيس المجلس الأعلى للقوات المسلحة رقم 285 لعام 2011 الصادر تنفيذا للمرسوم بقانون رقم 136 لعام 2011 بتفويض رئيس مجلس الوزراء باختصاصات رئيس الجمهورية بمقتضى اللوائح والقوانين، وكذلك على قرارات رئيس مجلس الوزراء أرقام 303 لعام 2011، 206 و632 لعام 2012 بتقرير معاش استثنائي لأسر الشهداء والمصابين وبناء على ما عرضته وزيرة التأمينات والشئون الاجتماعية.
المادة الأولى: يلغى قرار رئيس مجلس الوزراء رقم 632 لعام 2012 الصادر بتاريخ 6/6/2012.
المادة الثانية: تضاف فقرة إلى المادة الأولى من قرار رئيس مجلس الوزراء رقم 303 لعام 2011 نصها التالي كما يمنح كل من أصيب بشلل رباعي أو فقد في البصر في العينين خلال أحداث ثورة 25 يناير 2011 والأحداث والأماكن التي أقرها المجلس القومي لرعاية أسر الشهداء والمصابين قبل إصدار هذا القرار معاشا استثنائيا مساويا لمعاش الشهيد المشار إليه بالفقرة الأولى اعتبارا من تاريخ الإصابة.
المادة الثالثة: يمنح كل من أصيب بشلل نصفي أو عجز كلي أو غير القادر على العمل أو المصاب الذي تجاوز السن 55 عاما بسبب أحداث ثورة 25 من يناير وأحداث ماسبيرو وشارع محمد محمود وأمام مجلس الوزراء والأحداث والأماكن التي أقرها المجلس القومي لرعاية أسر الشهداء والمصابين قبل إصدار هذا القرار معاشا استثنائيا مساويا للمعاش الممنوح للشهيد المنصوص عليه في المادة الأولى من قرار رئيس مجلس الوزراء رقم 303 لعام 2011 المشار إليه وذلك كله وفقا لتقرير اللجنة الطبية المنوطة بذلك.
المادة الرابعة: يمنح كل من أصيب بعجز جزئي خلال أحداث ثورة 25 يناير وأحداث ماسبيرو وشارع محمد محمود وأمام مجلس الوزراء والأحداث والأماكن التي أقرها المجلس القومي لرعاية أسر الشهداء والمصابين قبل إصدار هذا القرار ولم يكن قد تسلم وظيفة أو عمل أو مشروعا صغيرا معاشا استثنائيا بحسب نسبة عجزه منسوبا للمعاش الممنوح للشهيد والتي تقرها اللجنة الطبية المنوطة بذلك ويجوز الجمع بين هذا المعاش وأى دخل آخر.
المادة الخامسة: يبدأ صرف المعاش الاستثنائي المنصوص عليه في المادتين الثالثة والرابعة من هذا القرار اعتبارا من تاريخ صدوره.
المادة السادسة: على جميع الجهات المختصة تنفيذ هذا القرار اعتبارا من تاريخ صدوره.